# Ó, dicsőséges, ó, ékességes
Az Ó, dicsőséges, ó, ékességes kezdetű népének Pázmány Péter latin nyelvű Mária-himnusza. A dallam a Kisdy Benedek püspök védnöksége alatt kiadott Cantus Catholici énekeskönyvből való.
A Szent vagy, Uram! katolikus énekeskönyv 192. éneke.
| Szerző       | Mire      | Mű                                                                                         |
| ------------ | --------- | ------------------------------------------------------------------------------------------ |
| Bárdos Lajos | vegyeskar | Musica Sacra I/1. kötet, 5. dal                                                            |
| Bárdos Lajos | vegyeskar | Musica Sacra I/5. kötet, Domina mundi Musica Sacra I/5. kötet, Ó, dicsőséges, ó, ékességes |

## Kotta és dallam
| 2. Angyali szózat, látnoki jóslat, Ős királyi magzat, Bölcs Salamonnál Zeng neked a hangzat.      | 3. Menny királynője, baj enyhítője, Égi sark erője, Tavaszi színben Rózsa anyatője.             | 4. Hajnal nyílása, éltünk világa, Nap dicső sugára! Új fényt fakasztál Üdvünk borújára.                |
| 5. Éj tiszta holdja, kín gyógyítója. Rab szabadítója: Tőled segítve Láncait leoldja.              | 6. Nap mosolygása, füst lobogása, Szende szűzi lányka: Szeplőtlen, érted Gyúlt a király lángra. | 7. Szép arany nyaklánc, mennyei borház, Érctorony, fedett sánc: Minden nyomorgót Üdvet adva megszánsz. |
| 8. Pálma sudára, nektár pohárja, Fűszer illat-árja: Vidd a bolyongót Égi hon útjára.              | 9. Szent búza magja, ékszer smaragdja, Irgalom harangja: Jusson elődbe E zsolozsma hangja.      | 10. Harc lobogója, vígság folyója, Szűz virág bimbója. Égi gyönyörnek Vagy te kincstartója.            |
| 11. Föld liliomja, rózsagally lombja, Szállj az égi honba! Melynek fényárját Szíved földre vonja. | 12. Menny ékessége, nép dicsősége, Vidd szívünket égbe, Hogy a száműzött Lelje nyugtát végre!   | 13. Fény a sötétben, édes reményem, Ó tekints le rám; fenn Adj híveidnek Örök éltet. Amen!             |

Ugyanerre a dallamra Erdélyben Mikuláskor az alább szöveggel éneklik:
| 1. Szent Miklós püspök élt nagy szentségben, Isten kegyelmében; böjtölvén sokat egész életében. | 2. Sok szép kincseit Jézus nevében szegényeknek adta, bajban levőket gondjába fogadta. |
| 3. Püspökségében az igaz hitet mindhalálig védte, tévedés ellen bátran harcolt érte.            | 4. Adjon az Isten ilyen papokat az ő országának, jó püspököket Krisztus Egyházának!    |

## Felvételek
- Zenék: Ó dicsőséges, ó ékességes. Tudásháló (Hozzáférés: 2016. szeptember 28.) (beágyazott audió) arch
- KH192 201102252637 Ó dicsőséges ó ékességes. YouTube (2011. február 26.)  (Hozzáférés: 2016. szeptember 28.) (videó)